# Bradypterus
Bradypterus es un género de aves paseriformes en la familia Locustellidae. Se distribuyen a través de las regiones cálidas de África y Asia.

## Especies
El género contiene las siguientes especies:
- Bradypterus alfredi Hartlaub, 1890 – zarzalero del bambú;
- Bradypterus centralis Neumann, 1908 – zarzalero montano;
- Bradypterus baboecala (Vieillot, 1817) – zarzalero charlatán;
- Bradypterus bangwaensis Delacour, 1943 – zarzalero del Bangwa;
- Bradypterus barratti Sharpe, 1876 – zarzalero de Barratt;
- Bradypterus brunneus (Sharpe, 1877) – yerbera colilarga;
- Bradypterus carpalis Chapin, 1916 – zarzalero aliblanco;
- Bradypterus cinnamomeus (Rüppell, 1840) – zarzalero canela;
- Bradypterus grandis Ogilvie-Grant, 1917 – zarzalero grande;
- Bradypterus graueri Neumann, 1908 – zarzalero de Grauer;
- Bradypterus lopezi (Alexander, 1903) – zarzalero de Lopes;
- Bradypterus sylvaticus Sundevall, 1860 – zarzalero del Knysna.